# Microzetes raczi
Microzetes raczi är en kvalsterart som beskrevs av Sandór Mahunka 1991. Microzetes raczi ingår i släktet Microzetes och familjen Microzetidae. Inga underarter finns listade i Catalogue of Life.